# 輕量級交互多媒體環境
輕量級交互多媒體環境（Lightweight interactive multimedia environment，簡稱為LIME），是在國際電信聯盟（ITU）標準化的ITU-T Rec H.762。
現在已進入了電視廣播和通訊完全融合的時代，融合了因特網和電視廣播的IPTV已經普及和不斷的發展。在此背景下，國際電信聯盟遠程通信標準化組織（ITU）制定了對應IPTV的新國際標準。
LIME支持在IPTV終端設備的功能，以提供交互性和各種內容，例如視訊，音訊，文檔和圖片。預期的服務包括額外的數據，例如文檔，豐富的電視節目，和雙向門戶頁面。
本建議書描述了所謂的W3C推薦標準的“LIME-HTML”XHTML1.0的配置文件，稱為級聯樣式表1（CSS1）的“LIMECSS”的配置文件，CSS2的一部分，文檔對象模型（DOM）的所謂的個人資料“-DOM”和腳本語言叫做“腳本”，即ECMAScript中的一個子集，但有需要的IPTV服務的功能擴展。它描述了使用基於IP的協議為LIME和IPTV相關的服務的傳輸。

## LIME-HTML文檔
下面是一個LIME-HTML文檔的一個例子。
```
<!doctype html>

<
html
 
>

<
head
>

	
<
title
>
Greetings
</
title
>

</
head
>

<
body
>

	
<
p
 
style
=
"top:100px;left:100px;width:260px;height:72px;color-index:7;"
>
Hello, world!!!
</
p
>

	
</
body
>

</
html
>

```

## 可能使用IPTV服務的應用
LIME是由ITU-T和用於IPTV的互動服務的全球標準規範。它是基於HTML的平台，能夠實現對所述IPTV交互式多媒體設備。這包括HTML和JavaScript的簡單配置文件用於創建交互式的廣播內容，並結合網絡技術和多媒體技術。
- 線性廣播電視
- 音訊服務
- 輔助功能：字幕，音訊描述
- 視訊播放
- 卡拉OK，遊戲
- 公共服務，如廣告牌，災害警報，交通新聞等。
- E-*
- 電子政府
- 電子出版（電子書，報紙）
- 電子商務（銀行，交易服務）
- 電子保健（雲端醫療）
- 私人和社區廣播
- 相冊
- 電視黃頁

## 外部連結
- （英文）　ITU-T H.762 Recommendation （页面存档备份，存于）
- （英文） https://github.com/eric-brechemier/lime-starter-kit/wiki （页面存档备份，存于） - Eric Brechemier的LIME Starter Kit